# Libertad (moneda)
La Libertad es una moneda mexicana sin valor nominal de curso legal, hecha de plata u oro de ley 0.999.
Producida por el Banco de México. Según la Ley Monetaria de los Estados Unidos Mexicanos La serie libertad goza de curso legal por el equivalente en pesos de su cotización diaria.
Las monedas de la serie libertad existen en tamaños de: 1 onza, 5 y 2 onzas sólo para las monedas de plata y 1, 1/2, 1/4, 1/10 y 1/20 Oz para monedas de oro y plata.

## Diseño
En 1981 se fijó como anverso común el escudo nacional. En el reverso presentan el mismo diseño del Centenario, una Victoria Alada, representada en el monumento del Ángel de la Independencia, y como fondo los volcanes Popocatépetl e Iztaccíhuatl. Para las piezas de plata se consideró una onza. La intención fue sustituir en el mercado la pieza de plata conocida como onza troy de balanza y uniformarla con las piezas de oro, dándole además carácter con poder liberatorio. En 1991 se adicionaron las monedas de plata de 1/2, 1/4, 1/10 y 1/20 Oz.

### Nueva Serie Libertad

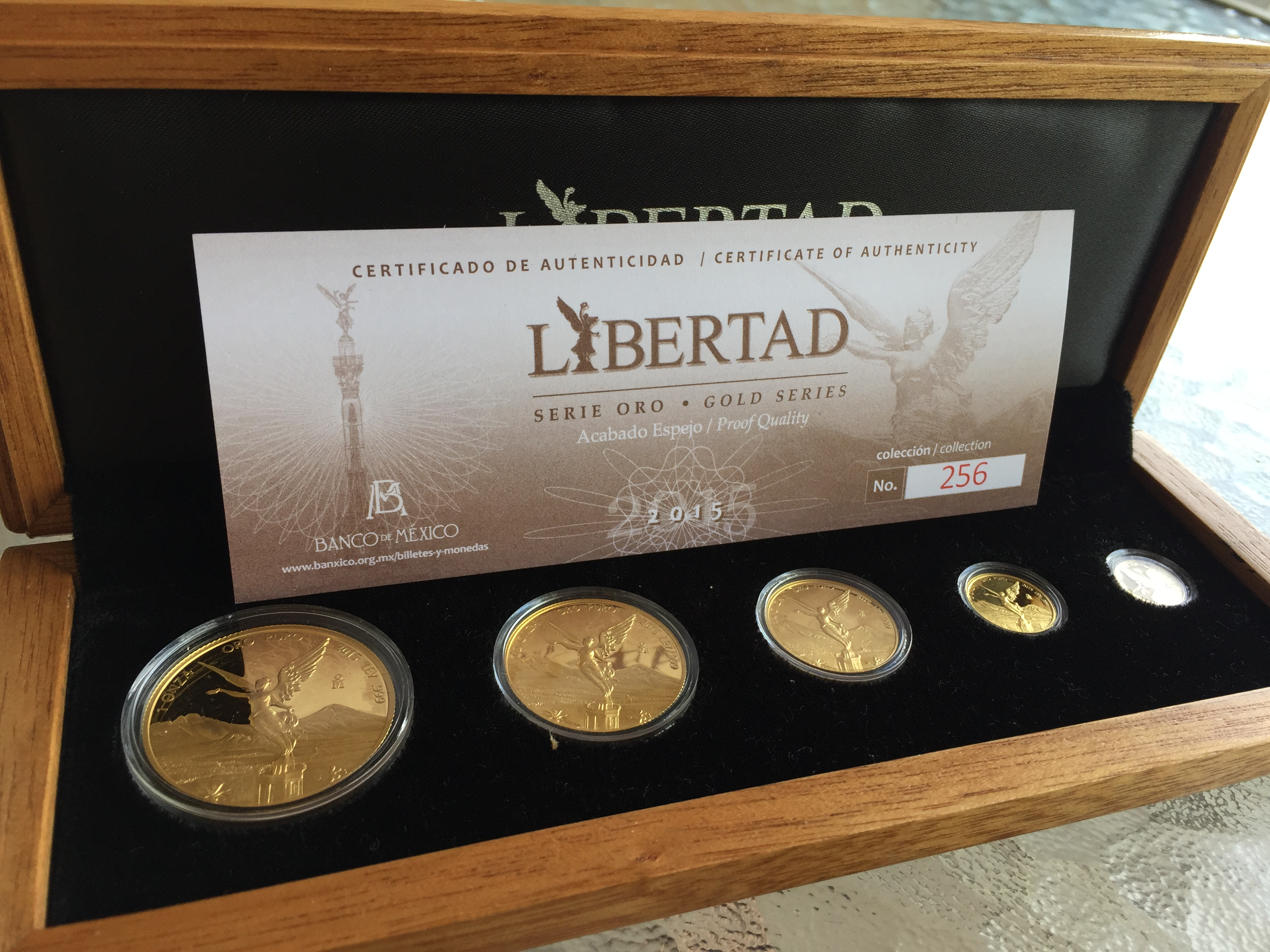
Serie de oro de Libertad de 2015 con el certificado de autenticidad.

Como consecuencia de la gran aceptación que tuvieron las monedas de oro y plata pertenecientes a la Antigua Serie Libertad, se consideró conveniente rediseñar el reverso de dichas monedas para hacerlo más atractivo al público. El cambio más importante en el nuevo diseño es que el monumento del Ángel de la Independencia que se representa en el reverso se encuentra en una perspectiva diferente. Asimismo, con el objeto de ampliar las opciones de inversión en plata, a esta serie se le agregaron dos nuevos tamaños: cinco y dos onzas (sólo en plata). Estas dos nuevas piezas, al igual que la de una onza, presentan también un diseño diferente en el anverso, ya que el Escudo Nacional aparece rodeado por diferentes diseños de águilas que han sido utilizados como Escudo Nacional a través de los años, así como el águila que aparece en el Códice Mendocino.
El acabado de las piezas está disponible en satín o espejo (proof) para las monedas de plata y oro. Sin embargo, el acabado espejo para las monedas de plata de 1/20, 1/10, 1/4 y 1/2 onza, sólo está disponible en la versión tipo set en edición limitada que incluye 5 piezas (desde 1/20 hasta 1 onza) además de estuche y certificado numerado, que emite Banco de México cada año; en el caso de las monedas de oro, todas las emitidas en acabado espejo se encuentran en un set como el descrito anteriormente.   
| Cantidad de Metal | Diámetro Plata | Diámetro Oro | Diseño en el anverso | Diseño en el reverso                                                    | Metales disponibles | Ley  |
| ----------------- | -------------- | ------------ | --- | ----------------------------------------------------------------------- | ------------------- | ---- |
| 1 Kilogramo       | 110mm          | -            | Escudo Nacional Actual rodeado por diferentes diseños de águilas que han sido utilizados como Escudo Nacional en la historia de México | El Ángel de la independencia y los volcanes Popocatépetl e Iztaccíhuatl | Plata               | .999 |
| 5 Oz              | 65mm           | -            | Escudo Nacional Actual rodeado por diferentes diseños de águilas que han sido utilizados como Escudo Nacional en la historia de México | El Ángel de la independencia y los volcanes Popocatépetl e Iztaccíhuatl | Plata               | .999 |
| 2 Oz              | 48mm           | -            | Escudo Nacional Actual rodeado por diferentes diseños de águilas que han sido utilizados como Escudo Nacional en la historia de México | El Ángel de la independencia y los volcanes Popocatépetl e Iztaccíhuatl | Plata               | .999 |
| 1 Oz              | 40mm           | 34.5mm       | Escudo Nacional Actual rodeado por diferentes diseños de águilas que han sido utilizados como Escudo Nacional en la historia de México | El Ángel de la independencia y los volcanes Popocatépetl e Iztaccíhuatl | Oro y Plata         | .999 |
| 1/2 Oz            | 33mm           | 29mm         | Escudo Nacional Actual | El Ángel de la independencia y los volcanes Popocatépetl e Iztaccíhuatl | Oro y Plata         | .999 |
| 1/4 Oz            | 27mm           | 23mm         | Escudo Nacional Actual | El Ángel de la independencia y los volcanes Popocatépetl e Iztaccíhuatl | Oro y Plata         | .999 |
| 1/10 Oz           | 20mm           | 16mm         | Escudo Nacional Actual | El Ángel de la independencia y los volcanes Popocatépetl e Iztaccíhuatl | Oro y Plata         | .999 |
| 1/20 Oz           | 16mm           | 13mm         | Escudo Nacional Actual | El Ángel de la independencia y los volcanes Popocatépetl e Iztaccíhuatl | Oro y Plata         | .999 |